# زنا المحارم

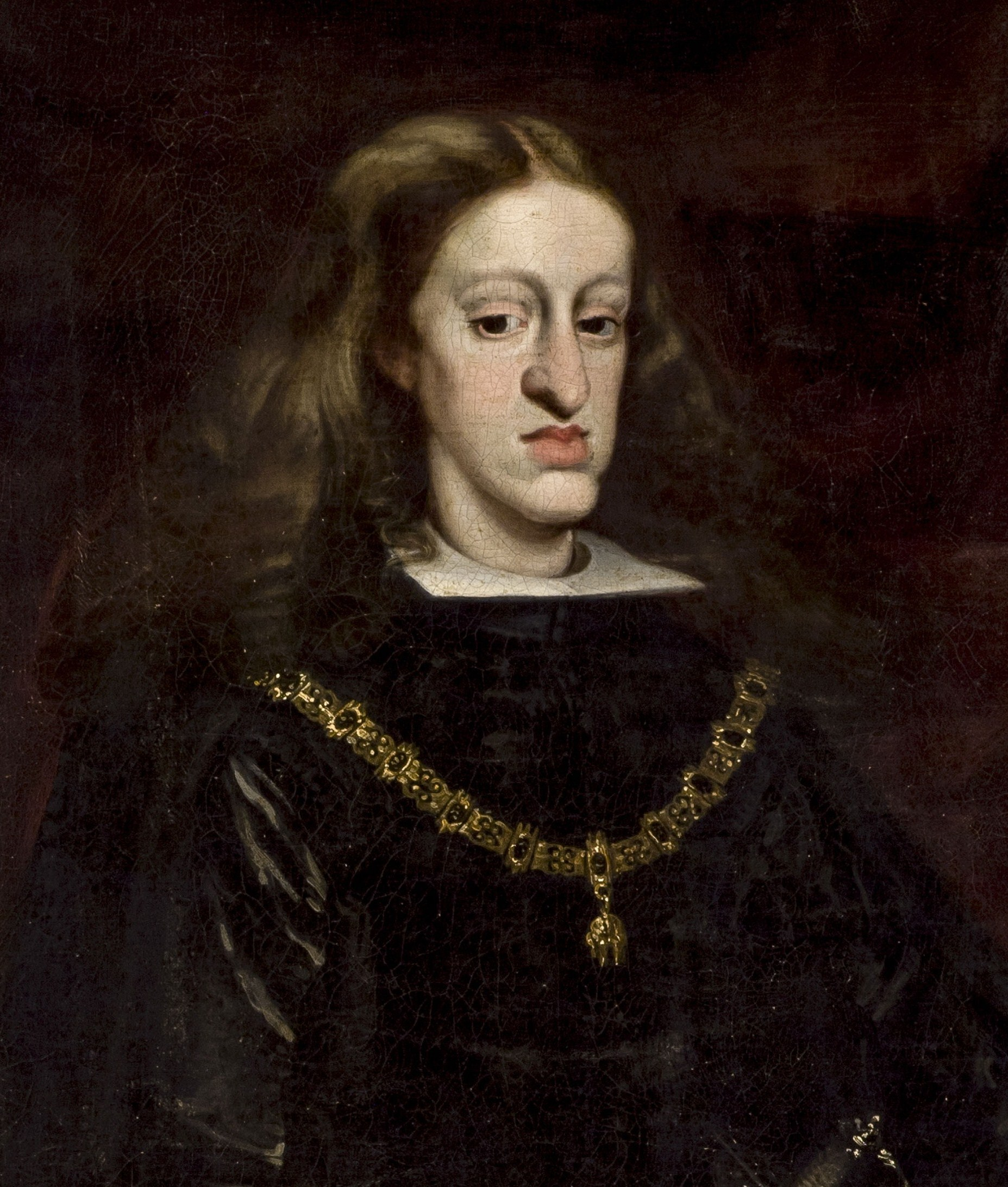
كان كارلوس الثاني ملك إسبانيا مصاباً بإعاقة جسدية ونفسية نتيجة قرون من زواج الأقارب في آل هابسبورغ والتي أدت لولادته

زنا المحارم أو غِشيان المحارم أو سِفَاح القُربى (بالإنجليزية: incest) هو أي نشاط جنسي بين شخصين من نفس العائلة أو شخصان تربطهما صلة عائلية قريبة. فأي نشاط جنسي بين شخصين تربطهما قرابة تمنع العلاقة الجنسية بينهما طبقًا لمعايير ثقافية أو دينية، وعلى هذا تعتبر العلاقة بين زوج الأم وابنة زوجته علاقة محرمة على الرغم من عدم وجود رابطة دم بينهما، كما قد تُعتبر العلاقة الجنسية بين شخصين من نفس القبيلة زنا محارم إذا ما اعتبرتها الأعراف التقليدية الخاصة بتلك القبيلة كذلك.
كانت هذه الممارسة شائعة لدرجة كبيرة بين الأسر الملكية القديمة، كالفراعنة في مصر القديمة، للحفاظ على نقاء الدم في السلالة الحاكمة.

## أنماط زنا المحارم
وأكثر الأنماط شيوعًا هو علاقة الأب بابنته حيث تشكل 75% من الحالات التي تم الإبلاغ عنها[بحاجة لمصدر]. ومن الأنماط الأخرى:
- النمط المرتبط بالظروف

الرسم يوضح عدد من المربعات فيها ترتيب الى قرابة الشخص لذويه.

وهو يحدث بين أخ وأخت ينامان في سرير واحد أو في غرفة واحدة فيقتربان جسديًا أكثر من اللازم، وخاصة في مرحلة ما قبل البلوغ والبلوغ.
- النمط المصحوب باضطراب مرضي شديد

كأن يكون أحد الطرفين سيكوباتيًا أو يتعاطى الكحوليات أو مصابًا بالفصام أو أي اضطرابات ذهانية أخرى.
- النمط الناتج عن تعشق الأطفال

أو الغلمان.(Pedophilia)
- النمط الناتج عن نموذج أبوي مضطرب

حيث يشاهد الولد أباه يفعل ذلك أو يعرف أنه يفعله فيتقمصه أو يقلده.
- النمط الناتج عن اضطراب العلاقة الزوجية

حيث ترفض الزوجة العلاقة الجنسية فيبحث عنها الزوج في غير محلها (لدى أحد المحارم).
- النمط الناتج عن الاضطراب المرضي الشديد في العلاقات الأسرية

بحيث تصبح هذه العلاقات ممزقة بما لا يعطى الإحساس بأي حرمة في أي علاقة.
وقد وجد أن ثلث من وقع عليهم اعتداءات جنسية كانوا تحت سن التاسعة من عمرهم[بحاجة لمصدر]، وأن أكثر الحالات قد تم رصدها كانت في الأماكن الأكثر ازدحامًا والأكثر فقرًا والأدنى في المستويات الاجتماعية، وهذه الزيادة ربما تكون حقيقية بسبب التلاصق الجسدي في هذه البيئات المزدحمة أو تكون بسبب وجود هذه الفئات تحت مجهر الهيئات الاجتماعية والبحثية أكثر من البيئات الأغنى أو الطبقات الاجتماعية الأعلى والتي يمكن أن يحدث فيها زنا محارم في صمت وبعيدًا عن رصد الجهات القانونية والبحثية.
المهم أن هناك عوامل اجتماعية وعوامل نفسية وعوامل بيولوجية تلعب دورًا في كسر حاجز التحريم الجنسي فينفلت هذا النشاط ويتجه اتجاهات غير مقبولة دينيًا أو ثقافيًا. [محل شك].
والمبادرة غالبًا ما تأتى من ذكور أكبر سنًا تجاه أطفال (ذكور أو إناث)[بحاجة لمصدر] ومن هنا يحدث تداخل بين زنا المحارم وبين الاغتصاب (المواقعة الجنسية ضد رغبة الضحية)، وإن كان هذا لا يمنع من وجود إغواء من الإناث أو الأطفال أحيانًا.
ويمكن رصد ثلاث أنماط أساسية في حالات زنا المحارم بناء على المشاعر الناتجة عن هذا السلوك كما يلي:
- النمط الغاضب

حيث تكون هناك مشاعر غضب من الضحية تجاه الجاني، وهذا يحدث حين تكون الضحية قد أجبرت تمامًا على هذا الفعل دون أن يكون لديها أى قدرة على الاختيار أو المقاومة أو الرفض، ومن هنا تحمل الضحية مشاعر الغضب والرغبة في الانتقام من الجاني. وربما يعمم الغضب تجاه كل أفراد جنس الجاني، ولذلك تفشل في علاقتها بزوجها وتنفر من العلاقة الجنسية ومن كل ما يحيط بها، وتصاب بحالة من البرود الجنسى ربما تحاول تجاوزها أو الخروج منها بالانغماس في علاقات جنسية متعددة، أو أنها تتعلم أن السيطرة على الرجال تتم من خلال هذا الأمر فتصبح العلاقة الجنسية برجل نوع من سلبه قوته وقدرته، بل والسيطرة عليه وسلب أمواله. وقد تبين من الدراسات أن 37% من البغايا كنّ فريسة لزنا المحارم، وهذا يوضح العلاقة بين هذا وذاك[بحاجة لمصدر].
- النمط الحزين

وفي هذه الحالة نجد أن الضحية تشعر بأنها مسئولة عما حدث، إما بتهيئتها له أو عدم رفضها، أو عدم إبداء المقاومة المطلوبة، أو أنها حاولت الاستفادة من هذا الوضع بالحصول على الهدايا والأموال أو بأن تتبوأ مكانة خاصة في الأسرة باستحواذها على الأب أو الأخ الأكبر، وهنا تشعر بالذنب ويتوجه عدوانها نحو ذاتها، وربما تقوم بمحاولات لإيذاء الذات كأن تحدث جروحًا أو خدوشًا في أماكن مختلفة من جسدها، أو تحاول الانتحار من وقت لآخر أو تتمنى الموت على الأقل، وتكون لديها كراهية شديدة لنفسها.
- النمط المختلط

وفيه تختلط مشاعر الحزن بالغضب.

## الانتشار
وقد تبين هذا بشكل أكثر دقة في البحث الذي أجراه معهد Unicri، ومقره في روما عن ضحايا الجريمة وشمل 36 دولة منها دول عربية والذي نشر ملخص له في التقرير الدولي الذي أصدره المعهد عام 1991، حيث تم إجراء مقابلات مع إناث تمثل كل منهن أسرة، تبين من الإجابات أن 10% من العينة الكلية تعرضن لزنا المحارم. وإن كان هذا يستحق بحثًا علميًا مدققًا. وربما يقول قائل بأن النسبة ربما تزيد عن ذلك حيث أن كثير من الحالات تتردد في الإفصاح عما حدث، وهذا صحيح، ولذلك يستلزم الأمر الحذر حين نتحدث عن نسب وأرقام تخص مسألة مثل زنا المحارم في مجتمعاتنا على وجه الخصوص، ومع هذا تبقى النسب التقديرية مفيدة لتقريب حجم الظاهرة من أذهاننا بشكل نسبى يجعلنا نتعامل معها بما تستحقه من اهتمام.

## العوامل المساعدة

### عوامل أخلاقية
ضعف النظام الأخلاقي داخل الأسرة، أو بلغة علم النفس ضعف الأنا الأعلى (الضمير) لدى بعض أفراد الأسرة أو كلهم. إضافة إلى اعتيادهم التفاعل الجسدى في معاملاتهم اليومية بشكل زائد عن المعتاد، مع غياب الحدود والحواجز بين الجنسين، وغياب الخصوصيات واقتحام الغرف المغلقة بلا استئذان. وفي هذه الأسر نجد أن هناك ضعفًا في السلطة الوالدية لدى الأب أو الأم أو كليهما، وهذا يؤدي إلى انهيار سلطة الضبط والربط وانهيار القانون الأسرى بشكل عام.

### عوامل اقتصادية
مثل الفقر وتكدس الأسرة في غرفة واحدة أو في مساحة ضيقة مما يجعل العلاقات الجنسية بين الوالدين تتم على مسمع وأحيانًا على مرأى من الأبناء والبنات، إضافة إلى ما يشيعه الفقر من حرمان من الكثير من الاحتياجات الأساسية والتي ربما يتم تعويضها جنسيًا داخل إطار الأسرة. ويصاحب الفقر حالة من البطالة وتأخر سن الزواج، والشعور بالتعاسة والشقاء مما يجعل التمسك بالقوانين الأخلاقية في أضعف الحالات.

### عوامل نفسية
كأن يكون أحد أفراد الأسرة يعاني من مرض نفسي مثل الفصام أو الهوس أو اضطراب الشخصية، أو التخلف العقلي، أو إصابة عضوية بالمخ.
- الإعلام: وما يبثه ليل نهار من مواد تشعل الإثارة الجنسية في مجتمع يعاني من الحرمان على مستويات متعددة.
- الإدمان: يعد تعاطي الكحوليات والمخدرات من أقوى العوامل المؤدية إلى زنا المحارم حيث تؤدي هذه المواد إلى حالة من اضطراب الوعي واضطراب الميزان القيمي والأخلاقي لدرجة يسهل معها انتهاك كل الحرمات.
- الإنترنت (بشكل خاص): ووجود المواقع الاباحية تحت استخدام القصر والبالغين بدون حدود واضحة مما يسبب تولد صورة ذهنية عن جنس الفتاة يختلف عن التصرف الطبيعي.

## الآثار النفسية والاجتماعية
حاول باحثان هما آدم ونيل (1967) أن يدرسا هذا الأمر من الناحية البيولوجية البحتة فقاما بتتبع حالة 18 طفلًا كانوا ثمرة زواج محارم فوجدا أن خمسة منهم قد ماتوا، وخمسة آخرين يعانون من تخلف عقلي وواحد مصاب بانشقاق في الشفة وسقف الحلق، وهي نسبة مفزعة خاصة إذا عرفنا أن العيوب الخلقية في عامة الأسوياء حوالي 2% وأغلبها تكون عيوب غير ملحوظة[بحاجة لمصدر].
لذلك خلص هذان الباحثان إلى أن زنا المحارم لو انتشر فإنه يمكن أن يؤدى إلى انتهاء الوجود البشرى من أساسه[بحاجة لمصدر]، وربما يكون هذا جزء من الحكمة من التحريم الديني والتجريم القانوني والوصم الاجتماعي.
1. تداخل الأدوار واضطرابها كما ذكرنا سابقًا مع ما ينتج عن ذلك من مشاعر سلبية مدمرة لكل العلاقات الأسرية كالغيرة والصراع والكراهية والاحتقار والغضب..، ولنا أن نتخيل فتاة صغيرة تتوقع الحب البرئ والمداعبة الرقيقة الصافية من الأب أو الأخ الأكبر أو العم أو الخال أو غيرهم، فحين تحدث الممارسات الجنسية فإنها تواجه أمرًا غير مألوف يصيبها بالخوف والشك والحيرة والارتباك، ويهز في نفسها الثوابت، ويجعلها تنظر إلى نفسها وإلى غيرها نظرة شك وكراهية، ويساورها نحو الجانى مشاعر متناقضة تجعلها تتمزق من داخلها، فهي من ناحية تحبه كأب أو أخ أو خال أو عم، وهذا حب فطرى نشأت عليه، ومن ناحية أخرى تكتشف إن آجلًا أو عاجلًا أنه يفعل شيئا غريبّا أو مخجلًا أو مشينًا خاصة إذا طلب منها عدم الإفصاح عما حدث أو هددها بالضرب أو القتل إن هي تكلمت. وهذه المشاعر كثيرًا ما تتطور إلى حالة من الكآبة والعزلة والعدوان تجاه الذات وتجاه الآخر (الجانى وغيره من الرجال)، وربما تحاول الضحية أن تخفف من إحساسها بالخجل والعار باستخدام المخدرات أو الانغماس في ممارسات جنسية مشاعية مبالغة في الانتقام من نفسها ومن الجانى (وذلك بتلويث سمعته خاصة إذا كان أبًا أو أخًا أكبر).
2. اهتزاز الثوابت: بمعنى اهتزاز معانى الأبوة والأمومة والبنوة والأخوة والعمومة والخؤلة، تلك المعانى التي تشكل الوعى الإنسانى السليم وتشكل الوجدان الصحيح.
3. صعوبة إقامة علاقات عاطفية أو جنسية سوية حيث تظل ذكرى العلاقة غير السوية وامتداداتها مؤثرة على إدراك المثيرات العاطفية والجنسية، بمعنى أنه يكون لدى الضحية (بالذات) مشاعر سلبية (في الأغلب) أو متناقضة (في بعض الأحيان) تجاه الموضوعات العاطفية والجنسية، وهذا يجعل أمر إقامة علاقة بآخر خارج دائرة التحريم أمرًا محوطًا بالشكوك والصعوبات. أو يظل طرفا العلاقة المحرمة أسرى لتلك العلاقة فلا يفكرا أصلًا في علاقات صحية بديلة.
4. اضطراب التكيف: حيث تضطرب صورة العلاقة بين الشخصين وتتشوه فتبتعد عن تلك العلاقة بين الأخ وأخته أو بين الأب وابنته وتستبدل بعلاقات يشوبها التناقض والتقلب وتترك في النفس جروحًا عميقة. إضافة إلى ذلك فإن كلا الطرفين المتورطين يجدان صعوبة في إقامة علاقات زوجية طبيعية مع غيرهما نظرًا لتشوه نماذج العلاقات. ولا يقتصر اضطراب التكيف على العلاقات العاطفية أو الجنسية فقط وإنما يحدث اضطراب يشمل الكثير من جوانب الحياة للطرفين.
5. الشعور بالذنب وبالعار والخجل مما يمكن أن يؤدى إلى حالات من الاكتئاب الشديد الذي ربما يكون من مضاعفاته محاولة الانتحار.
6. فقد البكارة أو حدوث حمل مما ينتج عنه مشكلات أخلاقية أو اجتماعية أو قانونية خطيرة.
7. كثيرًا ما يتورط أحد الطرفين أو كليهما بعد ذلك في ممارسة الجنس بشكل مشاعي فتتجه الفتاة التي انتهكت حرمتها مثلًا إلى ممارسة البغاء.

## الوقاية
إذا كانت الوقاية مهمة في كل المشكلات والأمراض فإنها هنا تحظى بأهمية استثنائية، حيث أن وقوع زنا المحارم سوف يترك آثارًا ربما يصعب تمامًا معالجتها، لذلك يصبح من الضرورى بمكان وضع الوسائل الوقائية التالية في الاعتبار:
1. الاهتمام بالمجموعات الهشة: مثل الأماكن المزدحمة والفقيرة والمحرومة، خاصة في حالة وجود تكدس سكانى، أو أشخاص مضطربين نفسيًا أو مدمنى خمر أو مخدرات. والاهتمام هنا يعنى اكتشاف عوامل الخطورة والعمل على معالجتها بشكل فعّال.
2. إشباع الاحتياجات: خاصة الاحتياجات الأساسية من مسكن ومأكل وملبس واحتياجات جنسية مشروعة، حيث أن المحرومين من إشباع احتياجاتهم (خاصة الجنسية) يشكلون مصادر خطر في الأسرة والمجتمع، وهذا يجعلنا نأخذ خطوات جادة لتشجيع الزواج على كل المستويات بحيث نقلل – قدر الإمكان – عدد الرجال والنساء الذين يعيشون تحت ضغط الحرمان لسنوات طويلة كما هو الحال الآن. وطبقًا للبيان الصادر عن الجهاز المركزى للتعبئة العامة والإحصاء فإن حوالي تسعة ملايين مواطن تجاوزوا الخامسة والثلاثين دون أن يتزوجوا منهم حوالي ثلاثة ملايين ونصف المليون أنثى والباقى ذكور[بحاجة لمصدر]، فلنا أن نتصور مايمكن أن يحدث نتيجة لهذا الوضع غير الطبيعى حيث أنهم قضوا نيف وعشرين عامًا منذ أن دخلوا مرحلة البلوغ التي يبدأ فيها إحساس الإنسان بحاجة جديدة هي الجنس دون أن تتاح لهم الفرصة للحصول على الإشباع المشروع أى عن طريق الزواج. والمشكلة تتضاعف إذا عرفنا أن في مصر خمسة ملايين شخص يعانون من البطالة[بحاجة لمصدر]، وهؤلاء العاطلون المحرومون من الزواج يتعرضون ليل نهار لمثيرات جنسية عنيفة في البيت والشارع ووسائل الإعلام، وهم في نفس الوقت يفتقدون الحاجز الأخلاقى الذي يمنعهم من تجاوز الحدود الدينية والأخلاقية.
3. مراعاة الآداب العامة داخل الأسرة: مثل الاستئذان قبل الدخول، ومراعاة الخصوصيات في الغرف المغلقة، والتفرقة بين الأولاد والبنات في النوم، وعدم ظهور الأم أو البنات بملابس كاشفة أو خليعة تظهر مفاتن الجسد أمام المحارم، والتزام قدر معقول من التعامل المحترم بعيدًا عن الابتذال والتساهل. كما يجب تجنب المداعبات الجسدية بين الذكور والإناث في الأسرة.
4. تقليل عوامل الإثارة: من تبرج في البيوت أو الشوارع، ومن مواد إعلامية على الفضائيات أو قنوات أو مواقع إباحية تثير الغرائز وتخفض حاجز الحياء وتغتال حدود التحريم.

## العلاج

### الإفصاح
إن أول وأهم خطوة في علاج زنا المحارم هي تشجيع الضحية على الإفصاح وذلك من خلال علاقة علاجية مطمئنة ومدعمة من طبيب نفسى أو أخصائى نفسى أو اجتماعى. وقد وجد أن الإفصاح عن تلك العلاقة يؤدى في أغلب الحالات إلى توقفها تمامًا لأن الشخص المعتدى يرتدع خوفًا من الفضيحة أو العقاب، إضافة إلى ما يتيحه الإفصاح من إجراءات حماية للضحية على مستويات أسرية ومهنية وقانونية. وعلى الرغم من أهمية الإفصاح إلا أن هناك صعوبات تحول دون حدوثه أو تؤخره ومنها الخوف من العقاب أو الفضيحة، أو الإنكار على مستوى أفراد الأسرة، ولذلك يجب على المعالج أن يفتح الطريق وأن يساعد على هذه الخطوة دون أن يوحى للضحية بأشياء من تخيلاته أو توقعاته الشخصية، وربما يستدعى الأمر (بل غالبًا ما يستدعى) تقديم أسئلة مباشرة ومتدرجة تكشف مدى العلاقة بين الضحية والمعتدى في حالة وجود شبهات أو قرائن على ذلك. وتتفاقم المشاكل النفسية التي تصيب الضحية بسبب عدم قدرتها على البوح بهذا الأمر، فتكتم كل الأفكار والمشاعر بداخلها وتنكمش على نفسها، ومن هنا يكون العلاج بإعطاء الفرصة لها للحديث عن كل ما بداخلها مع تدعيمها ومساندتها وطمأنتها أثناء استعادة تلك الخبرات الصادمة ثم محاولة إعادة البناء النفسى من جديد بعد تجاوز هذه الأزمة.

### الحماية للضحية
بمجرد إفصاح الضحية بموضوع زنا المحارم أو انتهاك العرض يصبح على المعالج تهيئة جو آمن لها لحمايتها من تكرار الاعتداءات الجنسية أو الجسدية أو النفسية، ويمكن أن يتم هذا بالتعاون مع بعض أفراد الأسرة الأسوياء، وإن لم يكن هذا متاحًا فيكون من خلال الجهات الحكومية المتاحة. وقد يستدعى الأمر عزل الضحية في مكان آمن (دار رعاية أو مؤسسة صحية أو اجتماعية) لحين بحث أحوال الأسرة ومعالجة ما بها من خلل ومراجعة قدرة الوالدين على حماية أبنائهما، وفي حالة استحالة تحقيق هذه الأهداف يحتاج الضحية لتهيئة مكان إقامة آمن لدى أحد الأقارب أو لدى أى مؤسسة حكومية أو خيرية. وفي حالات أخرى يعزل الجانى بعيدًا عن الأسرة خاصة عند الخوف من تكرار اعتداءاته على أفراد آخرين داخل الأسرة، أو إذا كان مصابًا بمرض يستدعى العلاج. وبعد الإطمئنان على سلامة وأمن الضحية علينا بذل الجهد في محاولة معرفة ما إذا كان بعض أفراد الأسرة الآخرين قد تعرضوا لأى تحرشات أو ممارسات جنسية.

### العلاج النفسى الفردى
ويقدم للضحية لمداواة المشاكل والجراح التي لحقت بها من جراء الاعتداءات الجنسية التي حدثت. ويبدأ العلاج بالتنفيس ثم الاستبصار ثم القرار بالتغيير ثم التنفيذ، وكل هذا يحدث في وجود دعم من المعالج وفي وجود علاقة صحية تعيد فيها الضحية رؤيتها لنفسها ثم للآخرين (خاصة الكبار) من منظور أكثر صحة تعدل من خلاله رؤيتها المشوهة التي تشكلت إبان علاقتها بالمعتدى. والمعالج يحتاج لأن يساعد الضحية في التعبير عن مشاعرها السلبية مثل الغضب وكراهية الذات والاكتئاب والشعور بالذنب وغيرها من المشاعر المتراكمة كخطوة للتخلص منها أو إعادة النظر فيها برؤية أكثر إيجابية. وكثير من الضحايا يصبحن غير قادرين على إقامة علاقات عاطفية أو جنسية سوية فيما بعد نظرًا لإحاطة تلك الموضوعات بذكريات أليمة أو مشاعر متناقضة أو محرمة فيصلون في النهاية إلى حالة من كراهية العلاقات الجنسية مما يؤدى إلى فشلهن المتكرر في الزواج، وهذا كله يحتاج للمناقشة والتعامل معه أثناء الجلسات العلاجية. وربما يحتاج المعتدى أيضًا إلى مثل هذا العلاج خاصة إذا كان لديه اضطراب نفسى أو اضطراب في الشخصية أو احتياجات غير مشبعة أو كان ضحية للإغواء من جانب الضحية
الوالدين: يتم تقييم حالة الوالدين نفسيًا واجتماعيًا بواسطة فريق متخصص وذلك للوقوف على مدى قدرتهم على القيام بمهامهم الوالدية، وفي حالة وجود خلل في هذا الأمر يتم إخضاعهم لبرنامج تأهيلى حتى يكونوا قادرين على القيام بواجباتهم نحو أطفالهم، وفي حالة تعذر الوصول إلى هذا الهدف يقوم طرف ثالث بدور الرعاية للأطفال حتى لا يكونوا ضحايا لاضطرابات والديهم.

### العلاج الأسري
بما أن زنا المحارم يؤدى إلى اضطراب الأدوار والعلاقات داخل الأسرة لذلك يستوجب الأمر إعادة جو الأمان والطمأنينة وإعادة ترسيم الحدود وترتيب الأدوار والعلاقات مع مداواة الجراح التي نشأت جراء تلك العلاقة المحرمة، وهذا يستدعى جلسات علاج عائلى متكررة يساعد فيها المعالج أفراد الأسرة على التعبير عن أفكارهم ومشاعرهم وصراعاتهم وصعوباتهم، ثم يساعدهم على محاولة إعادة التكيف مرة أخرى على مستويات أفضل. وربما يحتاج المعالج لأن يقوم بدور الأنا الأعلى (الضمير) لهذه الأسرة خاصة إذا كانت القيم مهتزة أو غامضة أو ضعيفة لدى هذه الأسرة، ويستمر هذا الدور إلى أن ينمو الجهاز القيمى داخل الأسرة من خلال توحدهم مع المعالج وقيمه، ويكون المعالج هنا رمزًا للأبوة الصالحة أو الأمومة الرشيدة إلى أن يتعافى أحد أفراد الأسرة ويأخذ هذا الدور من المعالج ليحمى بقية الأسرة من السقوط.

### العلاج الدوائي
ويقدم للحالات المصابة باضطرابات نفسية كالقلق أو الاكتئاب أو الإدمان أو الفصام أو الهوس. وهذا العلاج يمكن أن يوجه نحو الضحية أو نحو المعتدى حسب حاجة كل منهما.
النظر في احتياجات أفراد الأسرة وكيفية إشباعها بطرق صحيحة: فوجود أفراد في الأسرة يعانون من حرمان جنسى لفترات طويلة وليست لديهم علاقات أو نشاطات كافية تستوعب طاقتهم يعتبر عامل خطورة يمكن أن يؤدى إلى مشكلات جنسية داخل الأسرة، ومن هنا يأتي التشجيع على الزواج لأفراد الأسرة غير المتزوجين، أو إصلاح العلاقة بين الزوجين المبتعدين عن بعضهما لسنوات (حيث لوحظ زيادة احتمالات تورط الزوج المحروم جنسيًا من زوجته في علاقات زنا المحارم)، أو فتح آفاق لعلاقات اجتماعية ناجحة وممتدة خارج نطاق الأسرة أو توجيه الطاقة نحو نجاحات عملية أو هوايات مشبعة.

## وصلات خارجية
- زنا المحارم على مشروع الدليل المفتوح
- باتريشا مكليندون - "زنا المحارم / الاعتداء الجنسي على الأطفال" (بالإنجليزية)